# Упернавик
Упернавик (на датски: Upernavik) е малък град на западния бряг на Гренландия. Населението на общината е около 3000 души. От тях 1067 живеят в самия град (по приблизителна оценка от януари 2018 г.), а останалата част в десет селища, влизащи в общината.

## Транспорт
Еър Грийнланд ръководят въздушния транспорт на Упернавик.